# 244 Sita
244 Sita eller 1957 KT är en asteroid i huvudbältet som upptäcktes den 14 oktober 1884 av den österrikiske astronomen Johann Palisa. Den fick senare namn efter Sita, gemål till Vishnus reinkarnation Rama.
Sitas senaste periheliepassage skedde den 1 augusti 2022. Dess rotationstid har beräknats till 129,51 timmar.